# Справа «Київського обласного центру дії»
Справа «Київського обласного центру дії» 1923—1924 років — показовий судовий процес у справі нібито контрреволюційної діяльності так званого Київського відділення закордонної російської емігрантської організації «Центр дії». 
Ця справа наклала значний відбиток на академічне життя в Україні. Фактичний її бік детально висвітлено в книзі Д. Голинкова «Крушение антисоветского подполья в СССР» та в стенографічному звіті судового процесу в справі «Київського обласного центру дії» (КОЦД). 
Зберігся також архів «Центру дії» в Парижі (Франція), який свого часу був переданий так званому Російському закордонному архівові й після Другої світової війни потрапив до Москви. Нині він становить окремий фонд Державного архіву РФ.

## Історія

### Паризький Центр дії
Початок історії цієї справи було покладено 1921 року в Парижі, де російські емігранти Антон Карташов, Микола Вакар, Микола Чайковський та інші діячі кадетської і близьких до неї партій створили політичний центр. Як вказувалося в одному з документів, центр ставив за мету «пробудження життя в легальних товариствах і організаціях, що існують в Росії, порушення в них різноманітних громадських питань і політичну пропаганду серед селянства, робітників, червоноармійців та учнівської молоді». Філії центру згодом виникли в Празі, Стамбулі, Варшаві, Берліні та деяких інших містах. Проте на радянській території ця організація спочатку не мала жодних осередків. Врешті-решт найенергійнішим діячам центру Миколі Вакару та Борису Євреїнову (резиденту в Польщі) вдалося за допомогою колишнього денікінського офіцера Б. Куцевалова, який запропонував їм свої послуги, налагодити так звану «лінію зв'язку» з Києва до Польщі, а звідти до головної штаб-квартири центру в Парижі.
«Лінія зв'язку» була заснована приблизно в березні 1921 року й за 2 роки свого існування змінила кілька керівників. Достовірно не з'ясовано, хто, коли і з якою метою її використовував: зокрема добре поінформований Д. Голинков залишив записи, які свідчать про те, що «лінія зв'язку» спочатку належала «Народному союзу защиты родины и свободы» і лише 1922 Борис Савінков передав її (як лінію зв'язку на фінському кордоні) за домовленістю з Миколою Чайковським і Миколою Вакаром «Центру дії». «Лінією зв'язку» переправлялися особисті листи, контрабанда, шпигунська інформація, а також вивозилися за кордон сім'ї деяких заможних емігрантів.

### Візит Миколи Вакара до Києва
Контакти з «Центром дії» через «лінію зв'язку» підтримував помічник одного з київських старших нотаріусів Анатолій Вельмін, проте, можливо, він діяв і на власний розсуд. У квітні 1922 Микола Вакар відвідав Київ з метою створення тут місцевого осередку «Центру дії». Анатолій Вельмін познайомив його з колишнім прокурором Київської судової палати, а також зі службовцем комунгоспу Сергієм Михайловичем Чебаковим. Микола Вакар попросив Чебакова звести його з братами Миколою Василенком і Костянтином Василенком (відомий у минулому соціал-демократ (меншовик), адвокат за професією, у той час був службовцем Київського статистичного бюро), про яких він багато чув за кордоном від спільних знайомих. Академік Микола Василенко усвідомлював певний ризик спілкування з Миколою Вакаром, який нелегально приїхав із-за кордону, однак погодився зустрітися з ним.
Протягом трьох вечорів (двічі в Миколи Василенка і один раз у Павла Смирнова) невеликий гурт давніх знайомих: брати Василенки, Сергій Чебаков, професор-історик Павло Смирнов (1921 він деякий час був співробітником академічної Комісії для виучування історії західноруського та українського права) та колишній колега М.Василенка по кадетській партії адвокат Леонтій Чолганський — спершу уважно вислуховували, а потім обговорили розповіді М.Вакара про думки і настрої еміграції. Надзвичайна необізнаність Миколи Вакара, а отже, і тих, хто стояв за ним, з подіями на батьківщині надихнула їх на ідею видання за кордоном часопису, однаково вільного від рад. цензури і емігрантських перехльостів. М.Вакар виявив готовність стати ред.-видавцем такого журналу і просив киян періодично надсилати йому інформацію про справжнє становище в Росії і Україні, а також висловлювати свої міркування з теор. проблем, що хвилюють еміграцію.
Учасники зустрічі, мабуть, навіть і не здогадувалися, що після неї Микола Вакар доповідатиме за кордоном про створення «старшої п'ятірки Київського обласного центру дії». З матеріалів слідства в справі КОЦД випливає, що в ході спілкування з Миколою Вакаром на квартирі в Павла Смирнова хтось із присутніх зронив мимохідь назву «Київський центр дії», але більшість поставилася до неї байдуже, сприйнявши її як щось на зразок псевдоніма в листуванні, а Костянтин Василенко зауважив, що ця назва не дуже вдала, і запропонував підписуватися «Катя». Микола Василенко взагалі не пам'ятав про якийсь «центр», оскільки не брав участі у розмові на квартирі в Павла Смирнова.
Зв'язок із закордоном попросили підтримувати Сергія Чебакова. Вакар познайомив його із завідувачем «лінії зв'язку» Б. Павловського і запропонував усю інформацію, яка надходитиме до Чебакова від кореспондентів, передавати через нього.
Під час перебування в Києві Микола Вакар розшукав також свого гімназійного товариша О. Яковлєва, якого загітував створити групу молодих інтелігентів, що сприяла б «пожвавленню громадських сил», брала участь у діяльності журналу. О. Яковлєв створив невеличкий гурток, до якого ввійшли його колега по роботі в цукротресті О. Москвич (його спершу не хотіли приймати до групи, оскільки колись він був близький до відомого лідера російських шовіністів у Києві В.Шульгіна), аспірант Л.Венгеров, викладач Волинського інституту народної освіти П.Тартаковський. Ця так звана молодша група КОЦД не мала самостійного зв'язку із закордоном.
Із Києва М.Вакар поїхав до Москви, де також створив невеликий осередок сприяння «Центру дії» й майбутньому журналу. Представник цієї московської групи — колишній киянин професор Московського кооперативного інституту (правознавець) П. Ісиченко потім кілька разів приїжджав до Києва, але спільної мови з киянами не знайшов.

### Київський «Центр»
Після повернення Миколи Вакара за кордон «Київський центр дії» по суті нічим себе не виявляв. Лише О. Яковлєв намагався демонструвати активність: час від часу він приходив зі своїми пропозиціями до деяких членів «старшої групи», але ті просто відмахувалися від нього, вважаючи людиною молодою і легковажною. Тим самим «молодша група» виявилася повністю усунутою від контактів із закордоном.
Не надто активне листування з «Центром дії» у Парижі, однак, підтримувалося. Через «лінію зв'язку» до «старшої п'ятірки» надійшло кілька листів, де сповіщалося про перспективи видання запланованого журналу під назвою «Новь», а також тексти трьох підготовлених окремими представниками еміграції записок з питань аграрної політики, фінансів та адм. управління. Було також надіслано для інформації кілька виданих за кордоном брошур, а наприкінці 1922 надійшли примірники перших двох номерів ж. «Новь» (усього вийшло 4 номери, але останні 2 до М.Василенка та його друзів не потрапили). М.Василенко згадував, що матеріали з Парижа в Києві обговорювалися спочатку двічі на місяць, а у 2-й пол. 1922 вже тільки раз на місяць, з берез. наступного року «група» і зовсім перестала збиратися.
Наслідком цих обговорень стало кілька листів К.Василенка до редакції журналу «Новь» і особисто до М.Вакара й тих осіб з еміграції, яких М.Вакар представляв. Це були особисті звернення, які К.Василенко не погоджував і навіть в основному не показував своїм товаришам, хоча в цілому вони відображали заг. позицію. Інші члени «старшої п'ятірки» не написали за кордон жодного рядка.
Ставлення «групи» до правлячої партії було загалом опозиційним. Але про щось більше не було жодної мови. Більше того, екстремістські заклики до революційних змін, що проголошувалися еміграцією, категорично засуджувалися. Обурення, зокрема, викликали «пропагандистські виверти», що містилися в першому номері «Нови», а також нехарактерний для наукових видань, з претензією на сенсаційність поліграфічний друк (шрифти, інтервали в тексті, виділення тощо). Микола Василенко відтоді втратив будь-який інтерес до журналу.
Один з діячів «Центру дії» в Парижі в листопаді 1922 занотував, що «КОЦД забився як миша в нору, ні з Москвою, ні з Харковом, ні з якимось іншими великими центрами суспільної думки зв'язку не налагоджує через відсутність коштів. Кореспонденції його до Вас не варті ні того страшного ризику, ні тієї праці, якими супроводжується їхнє транспортування до Вас… А новонароджений журнал зав'яне швидше, ніж бажали б його засновники, без тієї користі, на яку вони сподіваються». Ці слова виявилися пророчими. Через кілька місяців уся мережа реальних «Центрів дії» з штаб-квартирою в Парижі, по суті, розпалася. У М.Чайковського, М.Вакара та інших членів центру не було коштів на утримання «Нови» та «лінії зв'язку». Варшавський резидент Борис Євреїнов перебрався до Праги, де почав шукати собі нових спільників. У березні 1923 він запропонував киянам співробітничати з новою орг-цією і новим журналом, що мав бути створений на основі емігрантського часопису «Крестьянская Россия». Але про це вже не могло бути й мови: якщо Микола Чайковський та деякі інші члени «Центру дії» мали авторитет солідних політиків і викликали довіру, то з ін. емігрантськими діячами кияни навіть не хотіли мати справу. На цьому, власне, і припинився всякий зв'язок киян з «Центром дії», хоча в документах Паризького центру названа трохи пізніша дата — трав. 1923.
Фактично вся співпраця «старшої п'ятірки» з «Центром дії» в Парижі звелася до нелегального листування К.Василенка із закордонним журналом, однак у справі КОЦД фігурував ще один важливий епізод. О.Яковлєв у пошуках матеріалів, які б зацікавили редакцію «Нови», а можливо, і не тільки її, через свого знайомого Г.Швайковського познайомився з відповідальним службовцем штабу Київського військового округу (невдовзі реорганізованого в штаб Українського військового округу) С.Єдиневським. У середині літа 1922 останній через Г.Швайковського передав О.Яковлєву фрагмент секретного мобілізаційного плану округу. Той, у свою чергу, показав документ більш досвідченому в літературних справах О.Москвичу, щоб з'ясувати, чи згодиться він для публікації в журналі. Документ упродовж доби знаходився в О.Москвича, який показав його проф. П.Смирнову. Останній був збентежений написом на документі «таємно» та іншими розміщеними на ньому застерігаючими грифами і тому показав папери С.Чебакову, щоб порадитися, як він потім стверджував, чи не провокує їх часом О.Яковлєв. Разом вони вирішили, що їм слід проконсультуватися щодо достовірності паперів у якогось військ. спеціаліста і, як згодом запевняв С.Чебаков, саме з цією метою передали мобілізаційний план колиш. офіцерові Б.Павловському (керівнику «лінії зв'язку»), який начебто без відома С.Чебакова передав секретні папери за кордон. Ось ця неприємна і до кінця не з'ясована історія каменем потягла на дно увесь КОЦД, хоча проти братів М. і К.Василенків та Л. Чолганського звинувачення у шпигунстві навіть не висувалося.

## Процес
Достовірної інформації про те, як Державне політичне управління УСРР натрапило на слід діяльності напівміфічного «Київського центру дії», поки що немає. У Парижі були впевнені, що киян видав після арешту в Києві член московської групи П.Ісиченко. Зрадником назвали вони і кур'єра «лінії зв'язку» М.Онищенка-Павлюка, який на попередньому і суд. слідствах дав дуже широкі й обтяжуючі для цієї орг-ції свідчення. Проте документи архівно-слідчої справи «КОЦД», яка нині зберігається в архіві Служби безпеки України, свідчить, що П.Ісиченко не був зрадником, а навпаки, був єдиним з усіх звинувачених, кого в позасудовому порядку 19 трав. 1924 стратили органи ОДПУ СРСР. З Києва його терміново відправили до Москви, оскільки місц. чекісти припускали, як вказувалося в телеграмі до ОДПУ СРСР, що він «розшифрував агентуру, у тому числі одного з наших агентів, який веде велику роботу». Конкретно про цю «велику роботу» в телеграмі не йшлося, але в свідченнях П.Ісиченка у справі є згадка про його зустріч з ад'ютантом Б.Савінкова І.Фомичовим. А ця зустріч безпомилково відсилає до відомої чекістської операції «Синдикат-2», описаної в художній формі в романі В.Ардаматського «Возмездие». Там, зокрема, написано, що П.Ісиченко вийшов на контакт із савінковцями і створеною чекістами підставною антирадянською організацією «Ліберальні демократи» і що тривалий час у нього повною довірою користувався відомий чекіст Г.Сироєжкін. Цей же сюжет описано і в художньо-документальному нарисі про Г.Сироєжкіна у збірнику «Чекісти». Таким чином, найімовірніше, саме через П.Ісиченка чекісти вийшли на слід «КОЦД».
У ході процесу та після нього в кулуарах і навіть на шпальтах деяких емігрантських видань часто висловлювалася думка, що весь епізод з мобілізаційним планом був провокацією з боку ДПУ УСРР. На користь цього твердження говорило те, що ні Г.Швайковський, ні О.Москвич до відповідальності не притягалися. Перший задовго до хвилі арештів виїхав з Києва, а в ордері на арешт другого переплутали ім'я та по батькові, в результаті чого він не був взятий під варту і теж зник у невідомому напрямку. Однак конкретних фактів, які б категорично спростовували чи підтверджували цю версію, невідомо.
Через кілька місяців по тому, як КОЦД сам по собі припинив діяльність, почалися арешти. Останнім 24 вересня 1923 року заарештували М.Василенка. Крім Г.Швайковського і О.Москвича, уникнути арешту вдалося А.Вельміну. 20 березня 1924 у приміщенні Пролетарського зібрання (колишньому Купецькому зібранні) о 18 годині розпочалося слухання справи «Київського обласного центру дії» міським судом під головуванням Ф.Мазура. Держ. звинувачення підтримували прокурор Києва М.Михайлик та його заступник Л.Ахматов. Було також два громадських обвинувача (Скарбек, Левик). Захищала підсудних група адвокатів на чолі з відомим ще по знаменитій Бейліса справі досвідченим київ. адвокатом і громад. діячем М.Пухтинським.

### Вироки та помилування
Процес тривав упродовж майже 3-х тижнів і завершився невтішним для «старшої п'ятірки» вироком. С.Чебакова засудили до смертної кари, М. і К.Василенків, Л.Чолганського і П.Смирнова — до 10-річного ув'язнення. Щодо інших підсудних, то смертні вироки дістали С.Єдиневський, О.Яковлєв та В.Виноградова (завідувачка «лінії зв'язку»), а решті випало від 5 до 10 років в'язниці. Четверо були умовно покарані, виправдали Б.Язловського. Касаційна інстанція — Верховний суд УСРР — залишила вирок без змін.
10 квітня 1924 бюро Київського губкому КП(б)У надіслало до ЦК ВКП(б) лист про наслідки процесу «КОЦД» у зв'язку з розглядом питання про помилування. У ньому зазначалося, що процес пройшов без ускладнень і політ. тон його був цілком витриманий. Бюро запропонувало залишити присуд у силі стосовно всіх засуджених, але, «враховуючи безсумнівну цінність Василенка Миколи і Смирнова (професор) та їх громадське становище, вважає можливим тільки щодо їх провести пом'якшення».
У травні ВУЦВК розглянув клопотання підсудних та їхніх близьких про помилування: М.Василенку, П.Смирнову та Л.Чолганському строк ув'язнення було скорочено до 5 років. С.Чебаков замість смертної кари дістав 10 років позбавлення волі. Пом'якшили міру покарання й іншим засудженим. Найгірше складалися справи в К.Василенка, який спробував перетворити процес у політичну трибуну для пропаганди своїх поглядів. Відмовився він подати і заяву про помилування, хоча відповідне клопотання порушила перед ВУЦВК його сестра Катерина Прокопівна Василенко. В результаті вирок йому було залишено без змін.

## Справа 1930-1931 років
Наприкінці 1930 органи ДПУ УСРР знову повернулися до справи «КОЦД». Оскільки кілька колишніх засуджених уже відбули свої строки покарання, то їх заарештували повторно (за ґратами, зокрема, опинився колишній прокурор Б.Толпиго, проф. П.Смирнов, проф.-рентгенолог М.Воскресенський, адвокат С.Ткаченко, два брати А.Вельміна, якому вдалося уникнути суду 1923, та ін. особи). 26 січ. 1931 арештували В.Романовського — співробітника Комісії для виучування історії західнорус. та укр. права і відомого архівіста (у цей час разом з М.Василенком він працював над виданням збірки грамот на магдебурзьке право містам України; раніше під час слідства у справі КОЦД його вже заарештовували, але ще до суду був виключений з числа звинувачених). Він пробув під вартою до 18 жовтня 1931, а 18 жовтня 1931 Судова колегія ОДПУ СРСР стосовно нього прийняла соломонове рішення «зарахувати в покарання строк попереднього ув'язнення, з-під варти звільнити».
Доля інших ув'язнених була значно гіршою: 5–10 років ув'язнення в таборах (для більшості) або щонайменше висилка в Казахстан на 3 роки. До речі, ця справа — своєрідний «КОЦД-2» — дає змогу пролити світло на деякі деталі, що залишилися непоміченими під час першого розгляду. Зокрема, стало ясно, що члени так зван старшої п'ятірки КОЦД, хоча і не створювали жодної контрреволюційної структури, все ж таки складали певну організаціюцію, бо всі вони належали до масонської ложі «Зоря» (див. Масонство). Саме «масонське братство» пов'язувало їх з М.Вакаром, К.Кусковою та іншими діячами закордонного «Центру дії». У свідченнях підслідних як масони і контрреволюціонери також фігурували померлий на той час співробітник Комісії для виучування історії західноруського та українського права Іван Балінський і співробітник цієї ж комісії, історик-архівіст В.Новицький (останній переховував А.Вельміна; проте покарання його оминуло, можливо, завдяки тому, що він погодився співробітничати з НКВС УСРР: у його архівно-слідчій справі є згадка, що 1932–33 він 8 місяців утримувався під вартою, дав підписку про співробітництво, але дворушничав, тобто реальної роботи як секретний співробітник не здійснював).